# Liste der Baudenkmäler in Ichenhausen

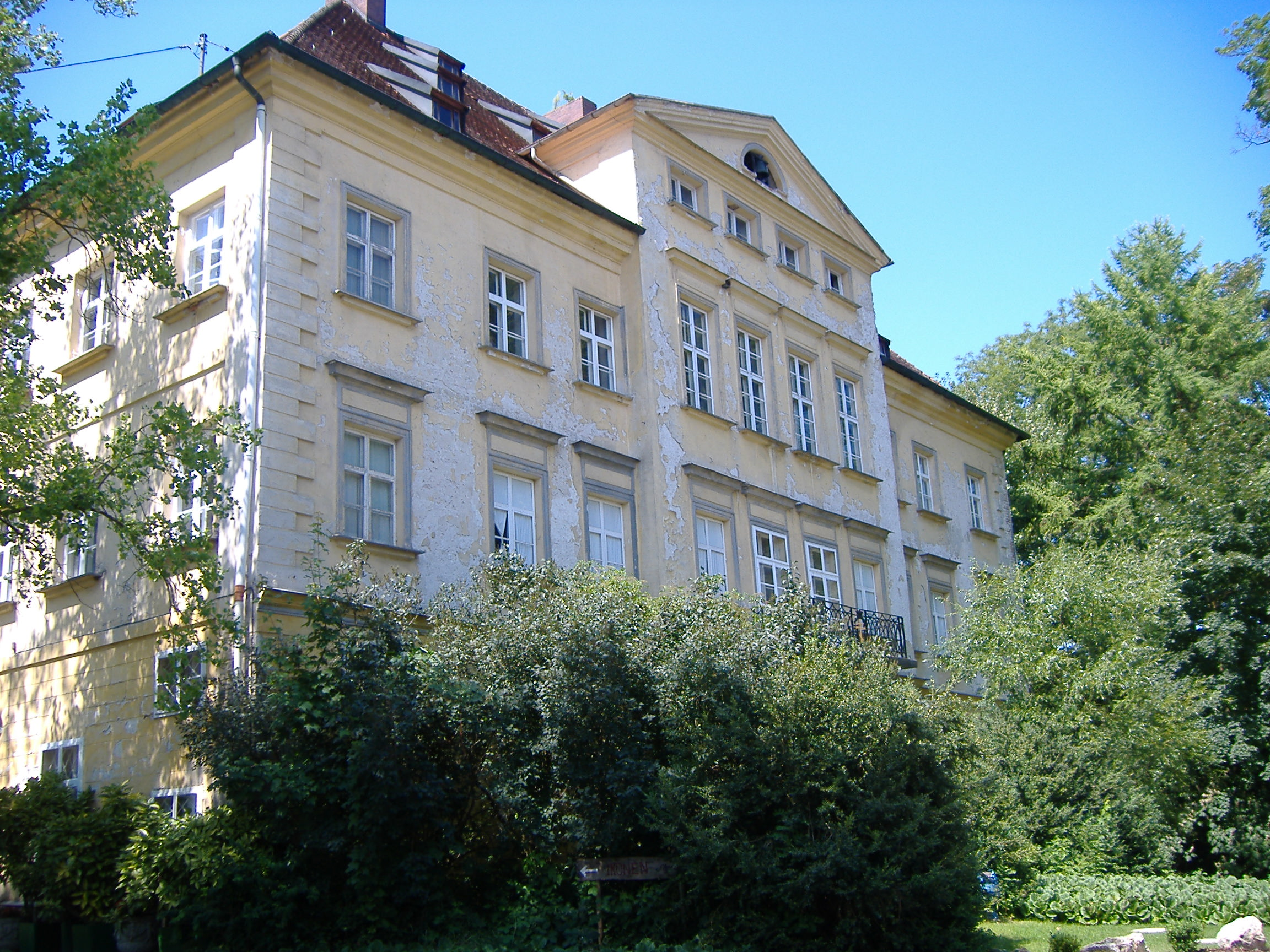
Schloss Autenried

Auf dieser Seite sind die Baudenkmäler in der schwäbischen Stadt Ichenhausen zusammengestellt. Diese Tabelle ist eine Teilliste der Liste der Baudenkmäler in Bayern. Grundlage ist die Bayerische Denkmalliste, die auf Basis des Bayerischen Denkmalschutzgesetzes vom 1. Oktober 1973 erstmals erstellt wurde und seither durch das Bayerische Landesamt für Denkmalpflege geführt wird. Die folgenden Angaben ersetzen nicht die rechtsverbindliche Auskunft der Denkmalschutzbehörde.

## Ensemble

### Ensemble Marktstraße/Heinrich-Sinz-Straße
Das Ensemble umfasst den Ortskern des Spätmittelalters, eine Marktstraße, die sich zu den ehemaligen durch Tore abgeschlossenen Enden hin verengt und sich in ihrer Mitte, bei der Pfarrkirche, platzartig erweitert. Die Ausprägung dieses Bereichs geht auf die Marktrechtsverleihung 1406 durch die Herren von Roth zurück. Die Bebauung, fast ausschließlich giebelständige Häuser, überwiegend spätbarock oder klassizistisch, folgen in der Firstrichtung den Biegungen der Straße, auch das Rathaus, 1566 als Schloss der Ortsherrschaft erbaut, fügt sich dieser Struktur ein. Aktennummer: E-7-74-143-1.

## Baudenkmäler nach Ortsteilen

### Ichenhausen
| Lage                                                                        | Objekt                                                         | Beschreibung | Akten-Nr.              | Bild                                                      |
| --------------------------------------------------------------------------- | -------------------------------------------------------------- | --- | ---------------------- | --------------------------------------------------------- |
| Annastraße 5 (Standort)                                                     | Wohnhaus                                                       | Mit Schweifgiebel, 1845, vereinfacht | D-7-74-143-1 Wikidata  | Wohnhaus                                                  |
| Annastraße 7 (Standort)                                                     | Wohnhaus                                                       | Mit Doppelgiebel, im Kern 1833, Umbau 1909/10 | D-7-74-143-2 Wikidata  | Wohnhaus                                                  |
| Annastraße 9 (Standort)                                                     | Wohnhaus                                                       | Traufständiger Satteldachbau mit Schweifgiebel, 1829 | D-7-74-143-3 Wikidata  | Wohnhaus                                                  |
| Annastraße 11 (Standort)                                                    | Wohnhaus                                                       | Mit Schweifgiebel, 1829 | D-7-74-143-4 Wikidata  | Wohnhaus                                                  |
| Annastraße 13 (Standort)                                                    | Wohnhaus                                                       | mit Schweifgiebel, 1830 | D-7-74-143-5 Wikidata  | Wohnhaus                                                  |
| Annastraße 17 (Standort)                                                    | Wohnhaus                                                       | Mit Schweifgiebel, um 1830 | D-7-74-143-6 Wikidata  | Wohnhaus                                                  |
| Annastraße 22 (Standort)                                                    | Annakapelle                                                    | Giebelbau mit eingezogener Apsis, 1960 | D-7-74-143-7 Wikidata  | Annakapelle                                               |
| Annastraße 26 (Standort)                                                    | Wohnhaus                                                       | Mit Halbwalmdach und Zwerchhaus mit Aufzugsluke und querovalen Fenstern, um 1870/80 | D-7-74-143-8 Wikidata  | Wohnhaus                                                  |
| Badberg 1 (Standort)                                                        | Katholische Pfarrkirche                                        | historische Ausstattung im Neubau 1964 bis 1968: Epitaphien, Heiligenfiguren, Vasa sacra u. a. | D-7-74-143-16 Wikidata | weitere Bilder                                            |
| Bürgermeister-Thaler-Straße (bei Nr. 5) (Standort)                          | Kapelle St. Leonhard                                           | 1726; mit Ausstattung | D-7-74-143-9 Wikidata  | Kapelle St. Leonhard                                      |
| Bürgermeister-Thaler-Straße 5, 9 (Standort)                                 | Thaler-Mühle                                                   | Stattlicher zweieinhalbgeschossiger Satteldachbau mit übergiebeltem Mittelrisalit, spätklassizistisch, nach Brand 1883 Zugehöriges Wirtschaftsgebäude, gleichzeitig | D-7-74-143-67          | Thaler-Mühle                                              |
| Frühlingstraße 4 (Standort)                                                 | Wohnhaus                                                       | Satteldachbau mit Schweifgiebel, 1831 | D-7-74-143-10 Wikidata | Wohnhaus                                                  |
| Günzburger Straße 25 (Standort)                                             | Wohnhaus                                                       | Neurenaissance, mit Ziergiebel, um 1870, innen stark verändert | D-7-74-143-11 Wikidata | Wohnhaus                                                  |
| Günzburger Straße 40 (Standort)                                             | Evangelisch-lutherische Pfarrkirche                            | 1920/21, Umbau aus einem Wohnhaus, Walmdachbau mit Zwerchgiebel und Dachreiter; mit Ausstattung: Gestühl aus Fichte mit Jugendstilornamenten. | D-7-74-143-12 Wikidata | Evangelisch-lutherische Pfarrkirche                       |
| Günzburger Straße 61 (Standort)                                             | Kapelle St. Willibald                                          | 1688, Umbau eines gotischen Kapellchens von 1483; mit Ausstattung | D-7-74-143-13 Wikidata | weitere Bilder                                            |
| Günzburger Straße 68 (Standort)                                             | Städtischer Friedhof                                           | Aussegnungshalle, Satteldachbau mitmächtigen Mittelrisaliten und offener Vorhalle, in historisierender Formensprache, 1907/08; Einfriedungsmauer des Friedhofs, verputzte und gefelderte Ziegelmauer mit hohen Pfeilern mit Kugelaufsätzen, an der Nordseite dreiteiliges Zugangsportal, Schmiedeeisenflügel zwischen gestaffelt hohen Pfeilern mit Aufsätzen, gleichzeitig. | D-7-74-143-81 Wikidata | Städtischer Friedhof                                      |
| Heinrich-Sinz-Straße 1 (Standort)                                           | Gasthaus zum Hirsch                                            | Barocker Bau mit Schweifgiebel und Geschossprofilen, 1714 | D-7-74-143-15 Wikidata | weitere Bilder                                            |
| Heinrich-Sinz-Straße 3 (Standort)                                           | Ehemaliges Gasthaus und Brauhaus                               | Schweifgiebelbau, 1832 | D-7-74-143-17 Wikidata | weitere Bilder                                            |
| Heinrich-Sinz-Straße 7 (Standort)                                           | Wohnhaus                                                       | Mit Schweifgiebel, 1831 | D-7-74-143-19 Wikidata | Wohnhaus                                                  |
| Heinrich-Sinz-Straße 8 (Standort)                                           | Ehemalige Schranne und Rathaus                                 | 1853 | D-7-74-143-20 Wikidata | weitere Bilder                                            |
| Heinrich-Sinz-Straße 10 (Standort)                                          | Gasthaus Adler                                                 | Mit Fachwerkobergeschoss und -giebel, 1701 | D-7-74-143-21 Wikidata | weitere Bilder                                            |
| Heinrich-Sinz-Straße 14 (Standort)                                          | Ehemaliges Oberes Schloss, jetzt Rathaus                       | Giebelbau mit Erkertürmchen, 1566 Mit Hofmauer und Tor mit Pilastern | D-7-74-143-22 Wikidata | Ehemaliges Oberes Schloss, jetzt Rathaus                  |
| Heinrich-Sinz-Straße 17 (Standort)                                          | Wohnhaus                                                       | Mit Schweifgiebel, im Kern um 1800 | D-7-74-143-23 Wikidata | Wohnhaus                                                  |
| Heinrich-Sinz-Straße 26 (Standort)                                          | Wohnhaus                                                       | Walmdachbau mit Gurtgesims, 1848 | D-7-74-143-24 Wikidata | Wohnhaus                                                  |
| Heinrich-Sinz-Straße 33 (Standort)                                          | Brauereigasthaus zum Bären                                     | Mit Schweifgiebel, 18. Jahrhundert, erneuert 1823 | D-7-74-143-25 Wikidata | Brauereigasthaus zum Bären                                |
| Hintere Ostergasse 6 a, 6 b, 6 c, 8 a, 8 b, 8 c (Standort)                  | Wohnhaus                                                       | Dreigeschossiges Doppelhaus mit Walmdach, 1803 | D-7-74-143-69 Wikidata | Wohnhaus                                                  |
| Hoher Brühl 3 (Standort)                                                    | Wohnhaus                                                       | Traufständiger Satteldachbau mit Schweifgiebel, Anfang 19. Jahrhundert, Kern 17. Jahrhundert | D-7-74-143-70 Wikidata | Wohnhaus                                                  |
| Krumbacher Straße 1 (Standort)                                              | Wohnhaus                                                       | Mit Putzornament, 1. Hälfte 19. Jahrhundert | D-7-74-143-26 Wikidata | Wohnhaus                                                  |
| Krumbacher Straße 4 (Standort)                                              | Wohnhaus                                                       | Mit Schweifgiebel, wohl Ende 18. Jahrhundert | D-7-74-143-72 Wikidata | Wohnhaus                                                  |
| Krumbacher Straße 51 (Standort)                                             | Jüdischer Friedhof                                             | Angelegt 1568, erweitert 1721; mit Ummauerung Grabdenkmäler des 18.–20. Jahrhundert Tahara (Reinigungshaus), 1934 | D-7-74-143-27 Wikidata | weitere Bilder                                            |
| Marktstraße 5 (Standort)                                                    | Wohn- und Geschäftshaus                                        | Mit Schweifgiebel, 1830 | D-7-74-143-29 Wikidata | Wohn- und Geschäftshaus                                   |
| Marktstraße 6 (Standort)                                                    | Wohnhaus                                                       | Dreigeschossig, Schweifgiebel mit Profilen, 1802 | D-7-74-143-30 Wikidata | Wohnhaus                                                  |
| Marktstraße 8 (Standort)                                                    | Ehemals Gasthaus                                               | Dreigeschossig, Schweifgiebel mit Profilen, 1831 | D-7-74-143-31 Wikidata | Ehemals Gasthaus                                          |
| Marktstraße 9 (Standort)                                                    | Wohnhaus                                                       | Mansarddachbau mit Schweifgiebel und Profilen, 1818 | D-7-74-143-32 Wikidata | Wohnhaus                                                  |
| Marktstraße 16 (Standort)                                                   | Ehemalige Apotheke                                             | Dreigeschossig mit Mansarddach und Zwerchgiebel, klassizistisch, 1798 Schmiedeeiserner Ausleger, bezeichnet mit 1801 | D-7-74-143-33 Wikidata | Ehemalige Apotheke                                        |
| Marktstraße 17, 19 (Standort)                                               | Doppelhaus                                                     | Mit Zwerchgiebel und Putzgliederungen, Anfang/Mitte 19. Jahrhundert | D-7-74-143-34 Wikidata | Doppelhaus                                                |
| Marktstraße 18 (Standort)                                                   | Hotel Weißes Roß                                               | Dreigeschossiger Walmdachbau, spätklassizistische Fassadengliederung, 1847 | D-7-74-143-35 Wikidata | weitere Bilder                                            |
| Marktstraße 21 (Standort)                                                   | Wohn- und Geschäftshaus                                        | Mit Walmdach und Putzgliederungen, 1840/41 | D-7-74-143-36 Wikidata | Wohn- und Geschäftshaus                                   |
| Marktstraße 23 (Standort)                                                   | Wohn- und Geschäftshaus                                        | Giebelbau, Mitte 19. Jahrhundert | D-7-74-143-37 Wikidata | Wohn- und Geschäftshaus                                   |
| Neue Bahnhofstraße 9 (Standort)                                             | Wohnhaus                                                       | Walmdachbau, um 1800 | D-7-74-143-38 Wikidata | Wohnhaus                                                  |
| Poststraße 1 (Standort)                                                     | Postamt                                                        | Walmdachbau mit Eingangsvorbau, innen bezeichnet mit 1927 bis 28 | D-7-74-143-68 Wikidata | Postamt                                                   |
| Poststraße 3 (Standort)                                                     | Villa                                                          | In Formen der Neurenaissance, mit Zwerchhausrisalit, 1901 | D-7-74-143-80 Wikidata | Villa                                                     |
| Rohrer Straße (an der Einmündung von Zur Schwarzen Muttergottes) (Standort) | Kapelle zur Schwarzen Muttergottes                             | 1. Hälfte 20. Jahrhundert anstelle eines Bildstocks | D-7-74-143-79 Wikidata | weitere Bilder                                            |
| Schloßplatz 1 (Standort)                                                    | Ehemaliges Vogthaus, sogenanntes Roßkammhaus                   | Mit Fachwerkobergeschoss und -giebel, 1680 | D-7-74-143-39 Wikidata | Ehemaliges Vogthaus, sogenanntes Roßkammhaus              |
| Schloßplatz 3 (Standort)                                                    | Ehemaliges Unteres Schloss, jetzt Bayerisches Schulmuseum      | Dreigeschossiger Satteldachbau mit Schweifgiebeln und kräftiger Profilgliederung, 1697; mit Ausstattung Zugehörig Garten mit Rest des Grabens, mittelalterlich | D-7-74-143-40 Wikidata | Ehemaliges Unteres Schloss, jetzt Bayerisches Schulmuseum |
| Von-Stain-Straße 8 (Standort)                                               | Ehemaliges Rabbinerhaus                                        | Mit geschweiftem Zwerchgiebel und Eckquaderung, neubarock, um 1900 | D-7-74-143-41 Wikidata | weitere Bilder                                            |
| Von-Stain-Straße 10 (Standort)                                              | Ehemaliger Stall und Stadel                                    | Walmdachbau mit Zwerchhaus, letzteres über Arkaden, um 1800 | D-7-74-143-42 Wikidata | Ehemaliger Stall und Stadel                               |
| Vordere Ostergasse 22 (Standort)                                            | Ehemals Synagoge, dann Feuerwehrhaus, jetzt Haus der Begegnung | Walmdachbau, wohl von Joseph Dossenberger, mit angebautem Wohnhaus (jetzt Museum), 1781 auf älterer Grundlage, 1852 erweitert | D-7-74-143-46 Wikidata | weitere Bilder                                            |
| Wiesgasse 1 (Standort)                                                      | Sogenanntes Friedberger Haus                                   | Im Kern um 1763, Fassadengliederung und Schweifgiebel Ende 19. Jahrhundert | D-7-74-143-47 Wikidata | Sogenanntes Friedberger Haus                              |
| Wiesgasse 2 (Standort)                                                      | Ehemalige Apotheke                                             | Dreigeschossiger Walmdachbau, wohl 18. Jahrhundert | D-7-74-143-48 Wikidata | Ehemalige Apotheke                                        |
| Wiesgasse 6 (Standort)                                                      | Brauerei Mondschein                                            | Satteldachbau mit Schweifgiebel und -profilen, 1825 | D-7-74-143-49 Wikidata | Brauerei Mondschein                                       |
| Zur Halde 14 b (Standort)                                                   | Wappenstein                                                    | vom abgegangenen Schloss Unterrohr (Gemeinde Kammeltal), bezeichnet mit „1701“; in Neubau eingemauert | D-7-74-143-78 Wikidata | Wappenstein                                               |

### Autenried
| Lage                              | Objekt                                                | Beschreibung | Akten-Nr.              | Bild                                                  |
| --------------------------------- | ----------------------------------------------------- | --- | ---------------------- | ----------------------------------------------------- |
| Benno-Bichler-Platz 1 (Standort)  | Katholische Pfarrkirche St. Stephan                   | Saalbau mit eingezogenem halbrund schließendem Chor, 1708/09 von Hans Georg Reiner, Umbau und Anbau der Donatuskapelle an der Chornordseite 1765 von Joseph Dossenberger, vorgestellter Westturm mit welscher Haube und Spitzlaterne 1890; mit Ausstattung                                                                                                | D-7-74-143-50 Wikidata | weitere Bilder                                        |
| Benno-Bichler-Platz 2 (Standort)  | Pfarrhaus                                             | Stattlicher zweigeschossiger Walmdachbau mit zwerchhausartigen Gauben an den Schmalseiten, 1735/40 von Joseph Meitinger, um 1800 überformt | D-7-74-143-51 Wikidata | weitere Bilder                                        |
| Bräuhausstraße 1 (Standort)       | Schloss                                               | Dreigeschossiger Walmdachbau mit Putzgliederung und westlichem Zwerchgiebel, 1708–1711 von Johann Georg Reiner, ostseitig klassizistischer überhöhter Mittelrisalit mit flachem Tympanon, 1807/1808; ummauerter Schlosspark; zugehörige Wirtschaftsbauten siehe Hopfengartenweg 2                                                                         | D-7-74-143-52 Wikidata | weitere Bilder                                        |
| Hopfengartenweg 2, 2 b (Standort) | Ehemaliges Amts- und Wirtschaftsgebäude des Schlosses | Amtshaus, stattlicher zweigeschossiger Satteldachbau mit Schweifgiebel, im Kern wohl 1652, Anfang 18. Jahrhundert umgebaut; Ehemaliger Zehentstadel des Schlosses, langgestreckter verputzter Ziegelbau mit korbbogigen Einfahrtstoren und steilem Satteldach, 1652; Zugehörig: Teil der Schlossgartenmauer, 17. Jahrhundert, entlang dem Hopfengartenweg | D-7-74-143-73          | Ehemaliges Amts- und Wirtschaftsgebäude des Schlosses |
| Kellerstraße 10 (Standort)        | Ehemaliger Sommerkeller, jetzt Gasthaus               | Walmdachbau, Ende 18. Jahrhundert, wohl von Joseph Dossenberger | D-7-74-143-74 Wikidata | Ehemaliger Sommerkeller, jetzt Gasthaus               |
| Riedener Straße 3 (Standort)      | Altes Schulhaus                                       | Zweigeschossiger Walmdachbau mit Fledermausgaube, 2. Viertel 19. Jahrhundert | D-7-74-143-53 Wikidata | Altes Schulhaus                                       |
| Weißenhorner Straße 22 (Standort) | Wohnhaus                                              | Eingeschossiger, traufständiger Satteldachbau mit mittlerem Zwerchgiebel, in Neurenaissance-Formen, 4. Viertel 19. Jahrhundert | D-7-74-143-77 Wikidata | Wohnhaus                                              |

### Deubach
| Lage                                        | Objekt                             | Beschreibung | Akten-Nr.              | Bild           |
| ------------------------------------------- | ---------------------------------- | --- | ---------------------- | -------------- |
| Georg-Hörberg-Straße 5 (Standort)           | Pfarrhof                           | Zweigeschossiger Walmdachbau, 1813 | D-7-74-143-75 Wikidata | Pfarrhof       |
| Johann-Martin-Kraemer-Straße 1 (Standort)   | Katholische Pfarrkirche St. Martin | Saalbau mit eingezogenem halbrund schließenden Chor mit Lisenengliederung, Turm mit hohem quadratischen Unterbau und Achteckaufsatz mit Zwiebelhaube, 1739/40 von Johann Martin Kraemer; mit Ausstattung | D-7-74-143-76 Wikidata | weitere Bilder |
| Untere Breite, östlich des Ortes (Standort) | Feldkapelle                        | Nach Süden segmentbogig geöffneter Satteldachbau mit geputzter Lisenengliederung, 1. Hälfte 18. Jahrhundert; mit Ausstattung                                                                             | D-7-74-143-54 Wikidata | Feldkapelle    |

### Hochwang
| Lage                        | Objekt                               | Beschreibung | Akten-Nr.              | Bild           |
| --------------------------- | ------------------------------------ | --- | ---------------------- | -------------- |
| Kötzer Straße 17 (Standort) | Pfarrhof                             | Neubarocker Mansarddachbau, 1914 | D-7-74-143-56 Wikidata | weitere Bilder |
| Kötzer Straße 19 (Standort) | Katholische Pfarrkirche Heilig Kreuz | Saalbau mit dreiseitig schließendem Chor und nordseitig angestelltem Turm mit welscher Haube, im Kern gotisch, spätes 14. Jahrhundert, 1751 von Joseph Dossenberger d. J. umgebaut; mit Ausstattung | D-7-74-143-57 Wikidata | weitere Bilder |

### Oxenbronn
| Lage                             | Objekt                              | Beschreibung | Akten-Nr.              | Bild                    |
| -------------------------------- | ----------------------------------- | --- | ---------------------- | ----------------------- |
| Autenrieder Straße (Standort)    | Sühnekapelle                        | Kleiner Satteldachbau mit Bandlisenengliederung von 1846, 1984 geringfügig versetzt; westlich des Ortes an der Straße nach Autenried                                                                                        | D-7-74-143-61 Wikidata | Sühnekapelle            |
| Autenrieder Straße 3 (Standort)  | Katholische Pfarrkirche St. Blasius | Saalbau mit hohem Walmdach und eingezogenem dreiseitig geschlossenen Chor, im Kern spätgotisch, 1768 von Joseph Dossenberger d. J. umgebaut und erweitert, Turm mit Pyramidendach, im Kern 12. Jahrhundert; mit Ausstattung | D-7-74-143-58 Wikidata | weitere Bilder          |
| Krautgartenweg (Standort)        | Feldkapelle Hl. Blasius             | Kleiner Satteldachbau mit halbrunder Apsis, 18./19. Jahrhundert, am Krautgartenweg | D-7-74-143-60 Wikidata | Feldkapelle Hl. Blasius |
| Ignaz-Rucker-Straße 2 (Standort) | Pfarrhaus                           | Zweigeschossiger Massivbau mit hohem Walmdach, um 1768 von Joseph Dossenberger d. J. | D-7-74-143-59 Wikidata | weitere Bilder          |
| An der Kapelle 1 (Standort)      | Feldkapelle                         | Kleiner bildstockartiger Satteldachbau, wohl Mitte 18. Jahrhundert | D-7-74-143-62          | Feldkapelle             |
| Waldstettener Straße (Standort)  | Leonhardskapelle                    | Satteldachbau mit Bandlisenengliederung, um 1800, am südlichen Ortsrand in Verlängerung der Ignaz-Rucker-Straße | D-7-74-143-63 Wikidata | Leonhardskapelle        |

### Rieden an der Kötz
| Lage                     | Objekt                                              | Beschreibung | Akten-Nr.              | Bild           |
| ------------------------ | --------------------------------------------------- | --- | ---------------------- | -------------- |
| Hauptstraße 3 (Standort) | Ehemalige Wallfahrtskirche Hl. Dreifaltigkeit       | Zentralbau mit Dreikonchenanlage im Osten und flach schließendem Westwerk mit Pilastergliederung, Dachreiter mit Zwiebelhaube, 1703 wohl von Simpert Kraemer, 1778 durch Joseph Dossenberger d. J. instand gesetzt; mit Ausstattung                | D-7-74-143-64 Wikidata | weitere Bilder |
| Kirchberg 8 (Standort)   | Katholische Pfarrkirche St. Mauritius und Gefährten | Saalbau mit eingezogenem dreiseitig schließendem Chor, 1847/48 nach Plänen von Georg von Stengel, quadratischer Turm des Vorgängerbaus mit Oktogonaufsatz und Zwiebelhaube, 18. Jahrhundert, Umgestaltung 1914 durch Michael Kurz; mit Ausstattung | D-7-74-143-65 Wikidata | weitere Bilder |
| Kirchberg 10 (Standort)  | Pfarrhaus                                           | Schlichter zweigeschossiger Walmdachbau mit Traufgesims, 1865 | D-7-74-143-66 Wikidata | Pfarrhaus      |

## Ehemalige Baudenkmäler
In diesem Abschnitt sind Objekte aufgeführt, die früher einmal in der Denkmalliste eingetragen waren, jetzt aber nicht mehr. Objekte, die in anderem Zusammenhang also z. B. als Teil eines Baudenkmals weiter eingetragen sind, sollen hier nicht aufgeführt werden. Aktennummern in diesem Abschnitt sind ehemalige, jetzt nicht mehr gültige Aktennummern.

| Lage                                                   | Objekt    | Beschreibung    | Akten-Nr.     | Bild      |
| ------------------------------------------------------ | --------- | --------------- | ------------- | --------- |
| Deubach Auf der Höhe, am Weg nach Ebersbach (Standort) | Bildstock | 19. Jahrhundert | D-7-74-143-55 | Bildstock |